# Mirabella Imbaccari
Mirabella Imbaccari es una localidad italiana de la provincia de Catania , región de Sicilia, con 5.631 habitantes.

Ubicación de la ciudad de Mirabella Imbaccari dentro de la provincia de Catania.

## Evolución demográfica
| Gráfica de evolución demográfica de Mirabella Imbaccari entre 1861 y 2001 |
|                                                                           |
| Fuente ISTAT - elaboración gráfica de Wikipedia                           |